# HMS Venus (R50)
Pour les autres navires du même nom, voir HMS Venus.
Le HMS Venus (R50) était un destroyer de classe V de la Royal Navy qui a servi durant la Seconde Guerre mondiale.

## Historique

### Service de la Seconde Guerre mondiale
- Débarquement de Normandie
- Bataille du détroit de Malacca
- Campagne de Birmanie

Il fait partie des destroyers d'escorte du 21e Escadron de porte-avions impliqués dans l'opération Dracula d'avril à mai 1945.

Il participe à la bataille du détroit de Malacca avec les destroyers Saumarez, Verulam, Vigilant, et Virago qui aboutit au naufrage du croiseur japonais Haguro le 16 mai 1945.

### Service d'après-guerre
Entre 1946 et 1949, le Vénus fait partie de la 3e flottille de destroyers, basée en Méditerranée. ses missions comprennent des travaux dans le cadre des patrouilles de la Royal Navy pour empêcher l'immigration juive illégale en Palestine mandataire. En juin 1946, il intercepte Josiah Wedgewood. La même année, le Vénus et le HMS Virago participent au sauvetage de l'équipage du Tanker britannique Empire Cross, qui a pris feu, a explosé et a coulé à Haïfa, en Palestine , faisant 25 morts .
Entre 1949 et 1951, il est mis en réserve au chantier naval de Devonport. Entre 1951 et 1952, il est transformé à Devonport en frégate anti-sous-marine rapide de type 15, avec le nouveau numéro de fanion F50. Après sa conversion, il devient chef de file du 6e escadron de frégates. En 1953, il participe à la Fleet Review pour célébrer le couronnement d'Élisabeth II . En 1955, il est réaménagé pour travailler dans le cadre de l'escadron d'entraînement de Dartmouth .

## Désaffectation
En 1964, le Vénus est affecté à la Réserve et en octobre 1969 , il est utilisé comme cible pour mesurer les effets de l'utilisation de navire à navire du système de missile Sea Dart. 

il est vendu à Thos W Ward pour sa mise au rebut et arrive à leur chantier Briton Ferry le 20 décembre 1972 pour être démantelée.

### Sources et bibliographie
- Destroyers of the Royal Navy, 1893-1981, Maurice Cocker, 1983, Ian Allan  (ISBN 0-7110-1075-7)
- Conway's All the World's Fighting Ships, 1922-1946, Ed. Robert Gardiner, Naval Institute Press,  (ISBN 0-87021-913-8)
- (en) Alan Raven, War Built Destroyers O to Z Classes, London, Bivouac Books, 1978 (ISBN 0-85680-010-4)
- (en) M. J. Whitley, Destroyers of World War 2, Annapolis, Maryland, Naval Institute Press, 1988, 320 p. (ISBN 0-87021-326-1)